# Парк «Аркадія»
Парк «Аркадія» — знищений невеликий парк в Одесі, який знаходився наприкінці вулиці Генуезькій, вниз від Аркадійського плато в Аркадійські балці, в районі Аркадія (Приморський район), на узбережжі моря. Парк був відомий наявністю великої кількості барів, ресторанів, нічних клубів. Тут знаходиться і відомий в Одесі пляж Аркадія. Найбільш відомою є центральна алея парку, що веде від вулиці Генуезької до морського узбережжя, де знаходиться пляж.
Парк офіційно був ліквідований у 2013 році. У січні 2014 року розпочато масштабну реконструкцію парку, переважно його центральної алеї. Більша частина зелених насаджень парку була знищена, центральна алея викладена гранітною плиткою, сформовані мармурові чаші фонтанів і клумб, придатні для сидіння. Висаджені нові зелені насадження — сосни та пальми, що були завезені з Італії. Також в парку встановлено декілька артоб'єктів під загальною назвою «Морські квіти», які розроблялися спеціально для Одеси.

## Галерея

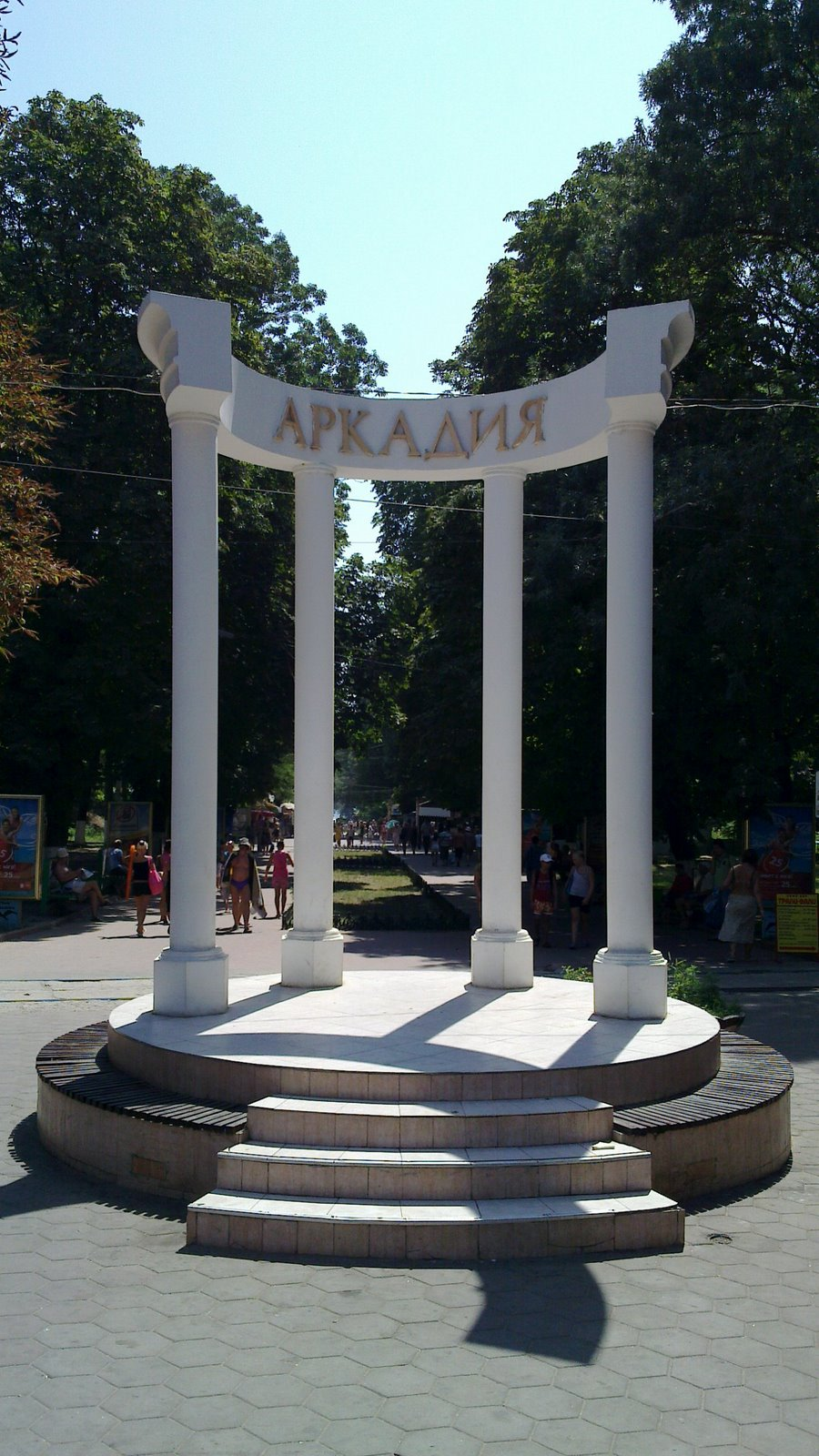
Вхід до парку
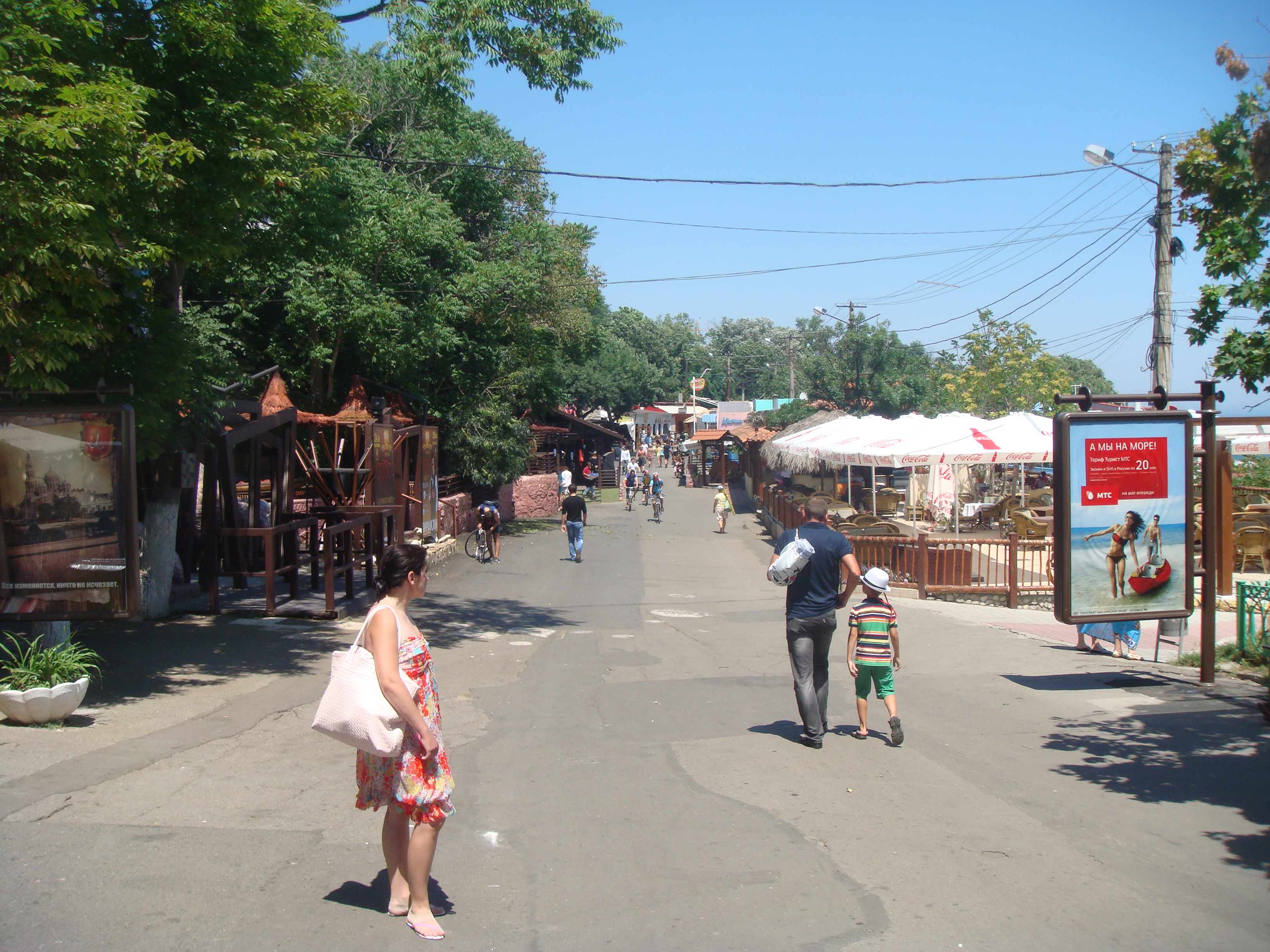
Алея вздовж моря
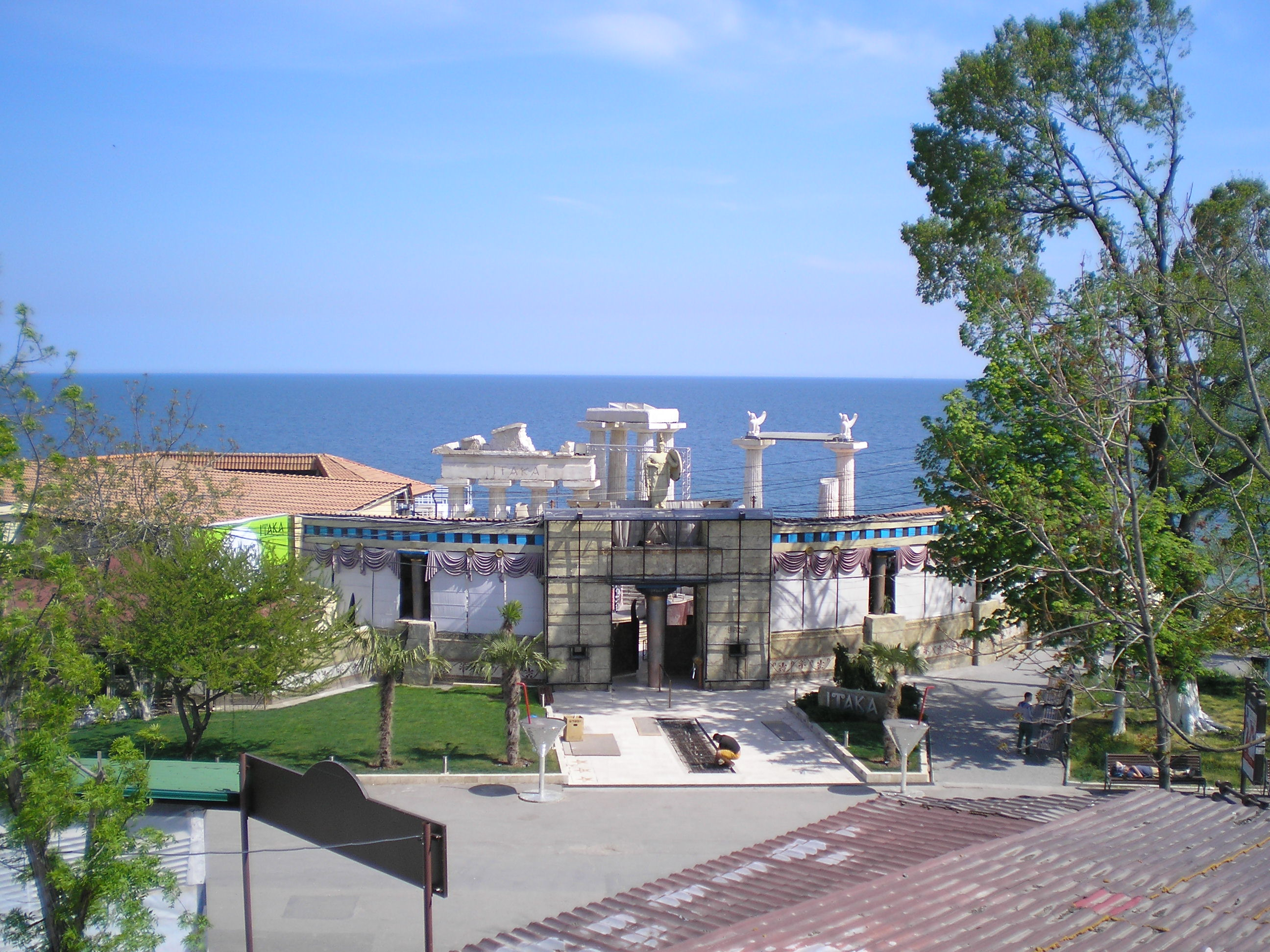
Вигляд на море
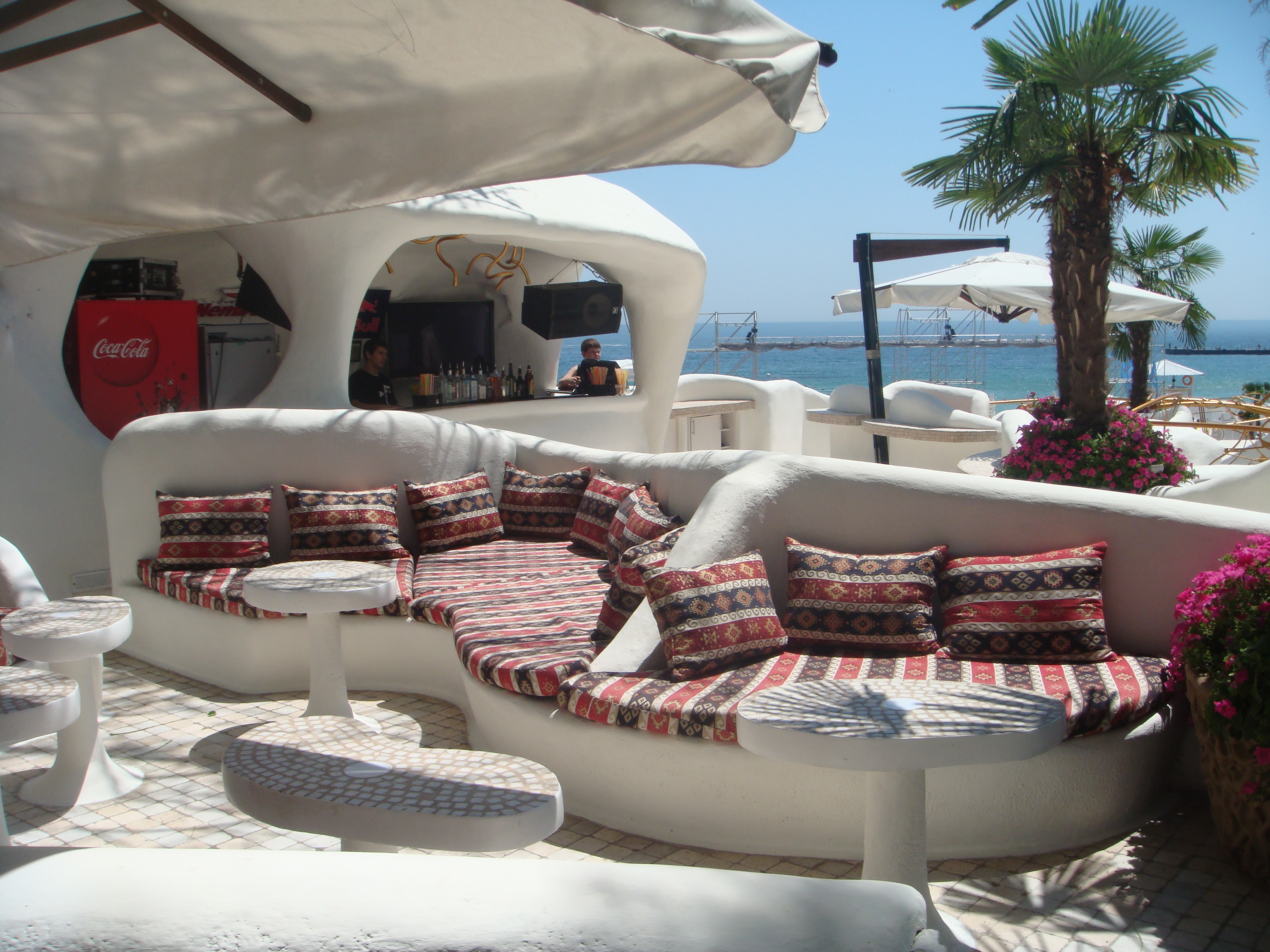
Нічний клуб "Ібіца"
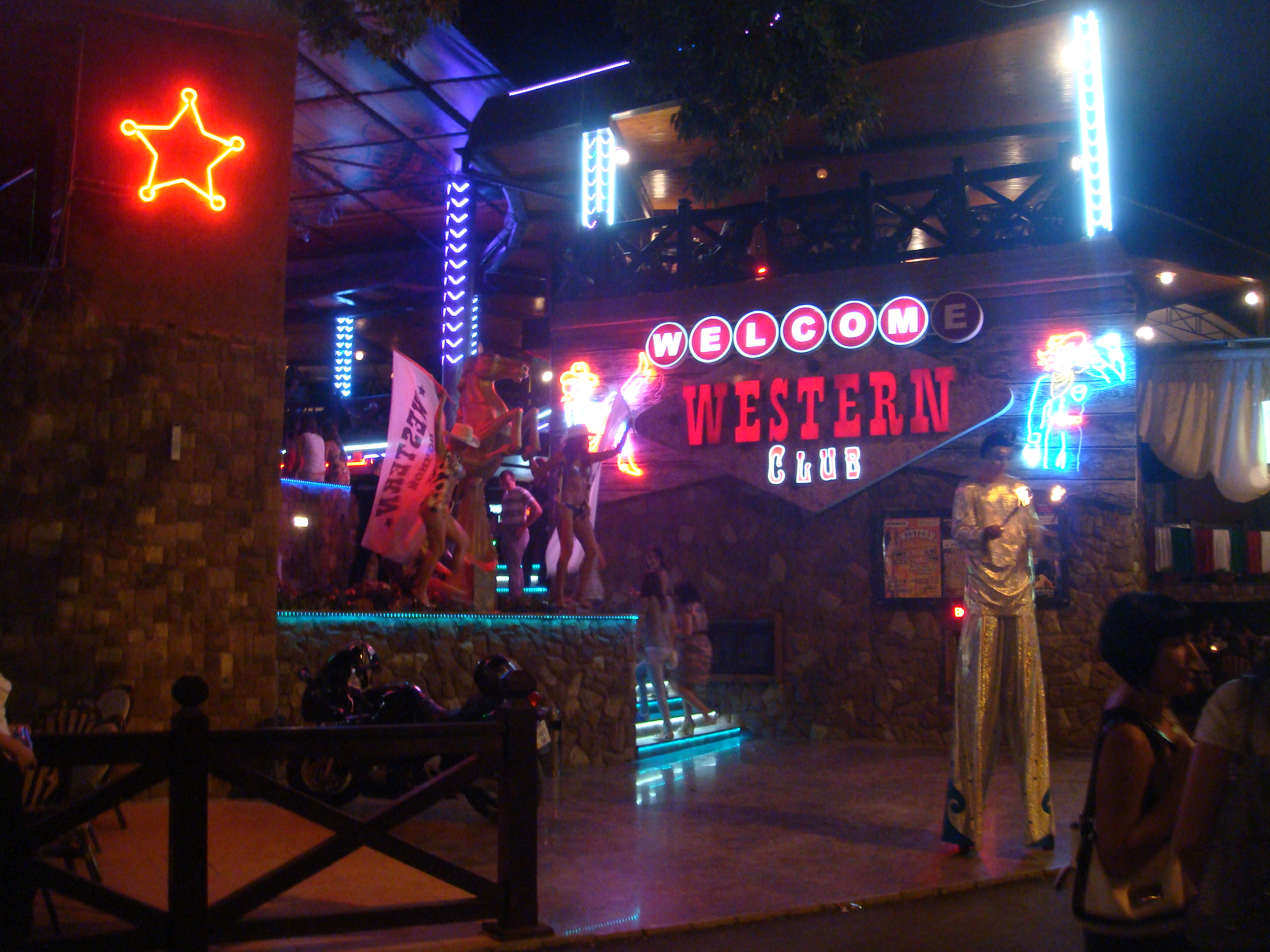
Нічний клуб "Western"
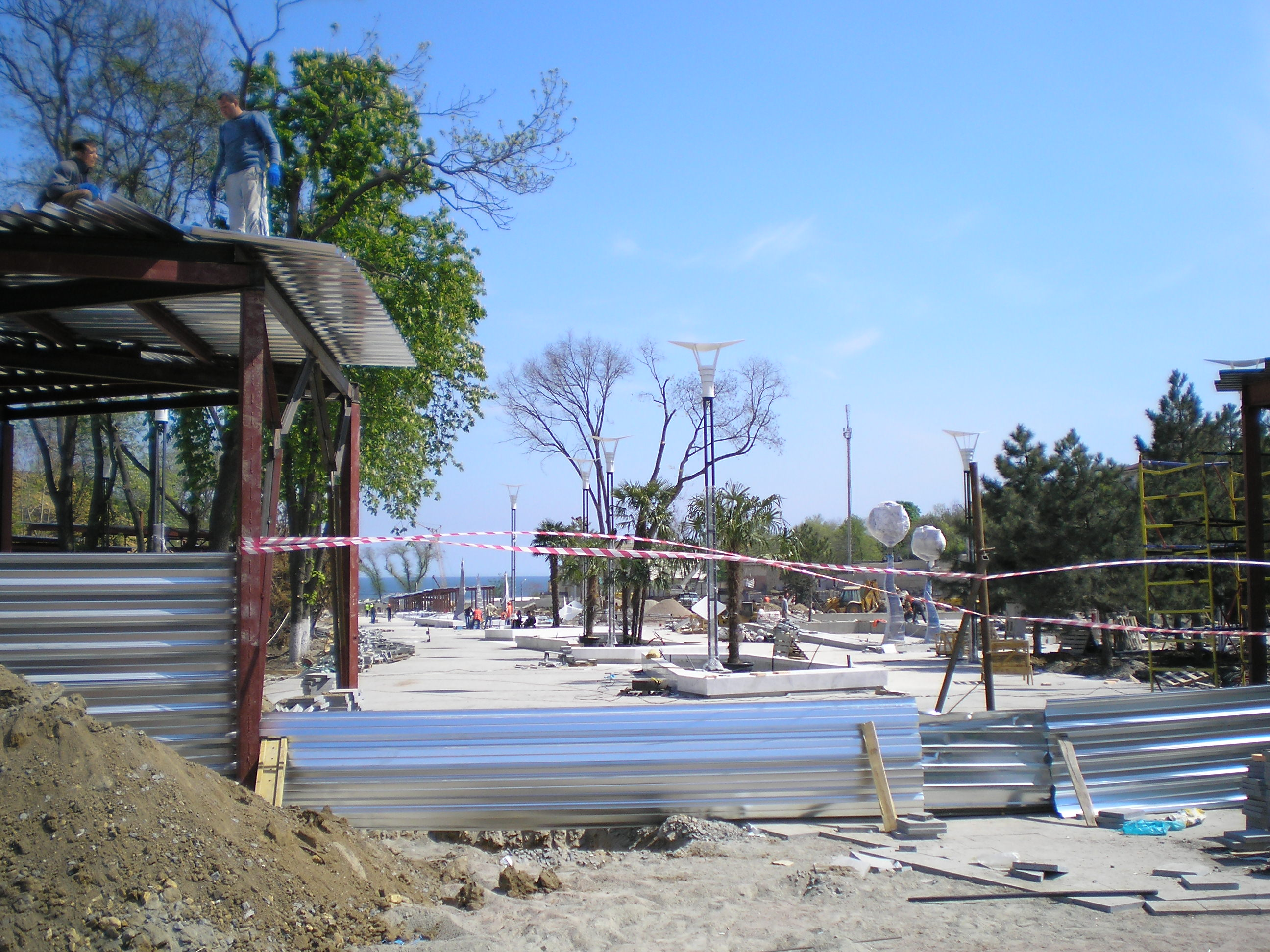
Центральна алея під час реконструкції
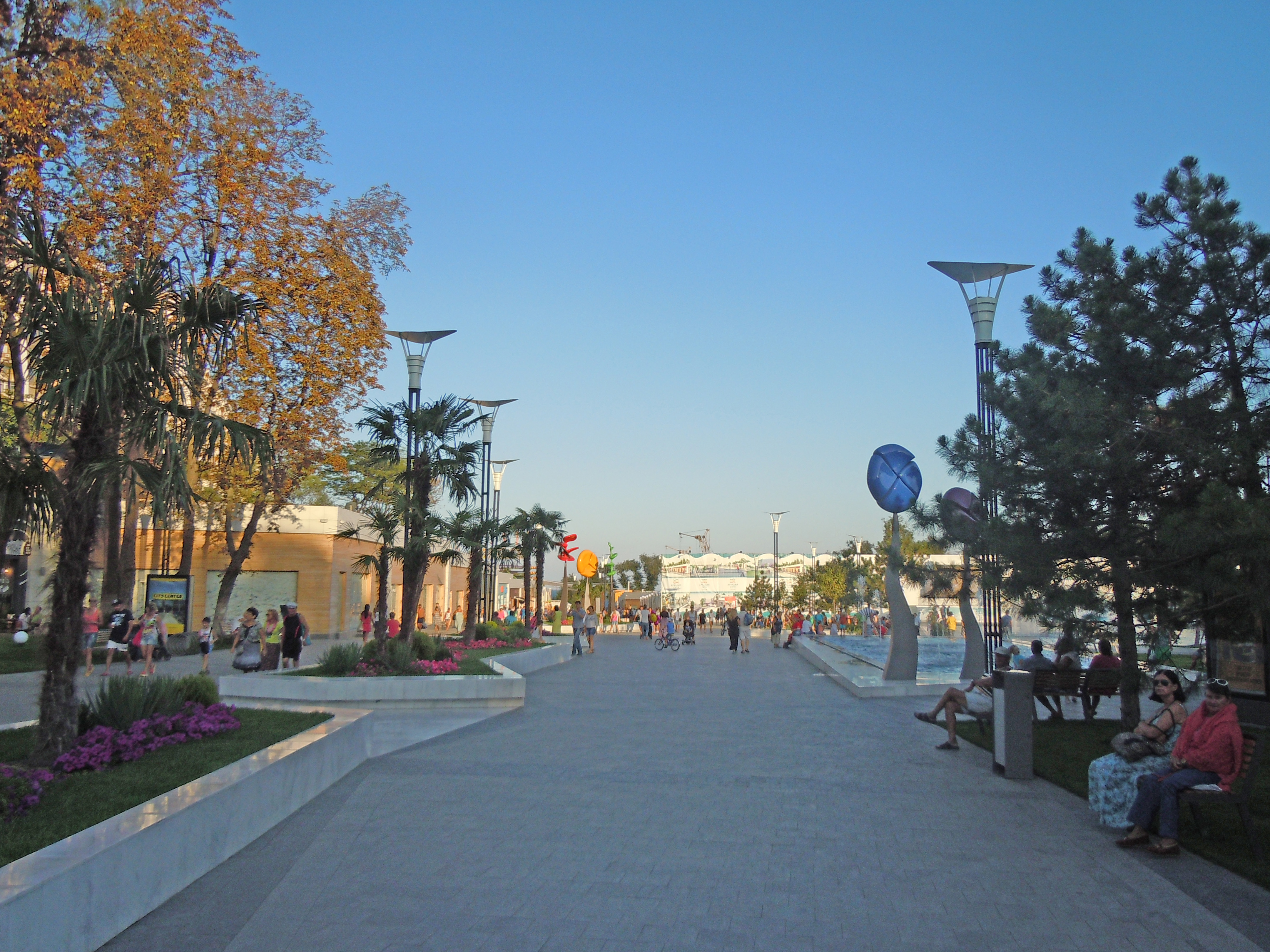
Сучасний вигляд центральної алеї